# Saint-Pierre-de-Cormeilles
Saint-Pierre-de-Cormeilles település Franciaországban, Eure megyében. Lakosainak száma 580 fő (2022. január 1.). Saint-Pierre-de-Cormeilles Bonneville-la-Louvet, Le Faulq, Le Pin és Cormeilles községekkel határos.

## Népesség
A település népessége az elmúlt években az alábbi módon változott:
| Lakosok száma | 560  | 478  | 523  | 583  | 613  | 612  | 609  | 595  | 589  | 580  |
|               | 1968 | 1982 | 1990 | 2006 | 2013 | 2015 | 2017 | 2019 | 2020 | 2022 |